# Tropidocarpum lanatum
Tropidocarpum lanatum – gatunek rośliny rośliny jednorocznej z rodziny kapustowatych (Brassicaceae). Występuje w Chile w rejonie Catemu i w regionie metropolitalnym Santiago.

## Systematyka
Pozycja systematyczna
Gatunek i rodzaj z rodziny kapustowatych (Brassicaceae) z plemienia Descurainieae.